# Tôň
Tôň (allemand : Thon ) est un village de Slovaquie situé dans la région de Nitra.

## Histoire
Première mention écrite du village en 1268.

## Démographie

### Évolution de la population
| Année:               | 1994. | 2004.   | 2014.   | 2024.   |
| -------------------- | ----- | ------- | ------- | ------- |
| Nombre de personnes: | 838   | 833     | 790     | 718     |
| Différence:          |       | -0,59 % | -5,16 % | -9,11 % |

| Année:               | 2023. | 2024.   |
| -------------------- | ----- | ------- |
| Nombre de personnes: | 711   | 718     |
| Différence:          |       | +0,98 % |